# Sims (lớp tàu khu trục)
Lớp tàu khu trục Sims bao gồm 12 tàu khu trục được Hải quân Hoa Kỳ chế tạo ngay trước Chiến tranh Thế giới thứ hai. Được đóng tại bảy xưởng tàu khác nhau và nhập biên chế trong những năm 1939 và 1940, chúng là lớp tàu khu trục cuối cùng của Hoa Kỳ được hoàn tất trước cuộc thế chiến.

## Thiết kế
Những chiếc lớp Sims là lớp thứ sáu, cũng là lớp sau cùng của tàu khu trục "thế hệ ba" tải trọng 1500 tấn trước chiến tranh, vốn đã hiện đại hóa Hải quân Hoa Kỳ trong thập niên 1930. Đây là những chiếc sau cùng được chế tạo với một phòng động cơ, khác biệt với lớp Benson tiếp theo, để tăng cơ hội sống sót. Tuy nhiên chúng cũng là những chiếc đầu tiên gia tăng chiều dài lườn tàu, khởi đầu cho nhiều lớp tàu khu trục lớn và nhanh hơn được chế tạo trong chiến tranh.
Lớp Sims bắt đầu áp dụng Hệ thống Kiểm soát Hỏa lực pháo Mark 37. Phân biệt bởi một bộ điều khiển đặt trên tháp pháo, hệ thống tiên tiến này được kiểm soát bởi một Máy tính Kiểm soát Hỏa lực Mark I đặt sâu trong lườn tàu, cho phép ngắm tự động những mục tiêu mặt nước hay trên không với giải pháp bắn trúng ngay phát đầu hầu như trong thời gian thực. Hệ thống này được tiếp tục phát triển, sẽ được sử dụng để kiểm soát hầu hết pháo 5 inch trên tàu khu trục hay tàu chiến lớn hơn, và tiếp tục phục vụ trên tàu chiến Hoa Kỳ cho đến thập niên 1970.
Những chiếc ban đầu được hoàn tất với 12 ống phóng ngư lôi 21 inch (530 mm) Mark 15 (3 bệ × 4 ống), trong khi những chiếc sau hoàn tất chỉ với 8 ống (2 bệ × 4 ống) bố trí trên trục giữa. Tất cả được cải biến trở lại cấu hình 8 ống trước khi Thế Chiến II bắt đầu.

## Hoạt động
Mọi chiếc lớp Sims đều đã tham gia chiến tranh, với bảy chiếc còn sống sót; không còn chiếc nào tiếp tục phục vụ sau năm 1946.
Trong số năm chiếc bị mất, bốn chiếc bị mất bởi Nhật Bản và một chiếc bị mất bởi Đức. Ba trong số bảy chiếc sống sót đang được đại tu khi chiến tranh kết thúc, và chúng bị bỏ dỡ dang và cuối cùng bị tháo dỡ. Bốn chiếc còn lại có khả năng đi biển được sử dụng như những mục tiêu trong Chiến dịch Crossroads: cuộc thử nghiệm bom nguyên tử tại đảo san hô Bikini vào năm 1946. Một chiếc bị đánh chìm trong vụ nổ thứ nhất, ba chiếc kia tiếp tục sống sót sau vụ nổ thứ hai, và cuối cùng bị đánh chìm hai năm sau đó sau khi phục vụ như những nền tảng thử nghiệm.

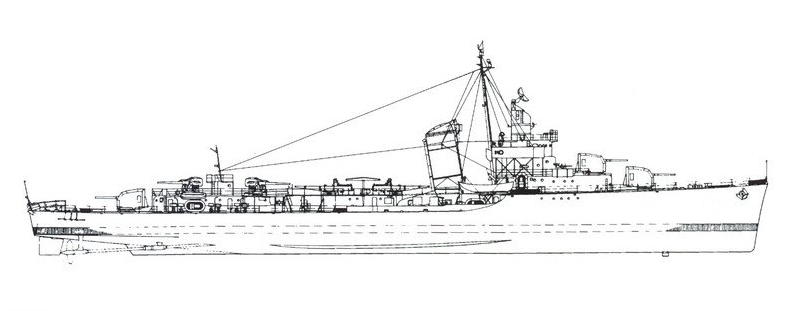
Tàu khu trục vào năm 1943.

## Những chiếc trong lớp
| Tàu                 | Đặt lườn             | Hạ thủy              | Hoạt động           | Số phận |
| ------------------- | -------------------- | -------------------- | ------------------- | --- |
| Sims (DD-409)       | 15 tháng 7 năm 1937  | 8 tháng 4 năm 1939   | 1 tháng 8 năm 1939  | Bị máy bay Nhật Bản đánh chìm trong Trận chiến biển Coral, 7 tháng 5 năm 1942. |
| Hughes (DD-410)     | 15 tháng 9 năm 1937  | 17 tháng 6 năm 1939  | 21 tháng 9 năm 1939 | Bị hư hại trong Chiến dịch Crossroads thử nghiệm bom nguyên tử tại đảo san hô Bikini, tháng 7 năm 1946. Đánh chìm như một mục tiêu ngoài khơi Kwajalein, 16 tháng 10 năm 1948.                                                              |
| Anderson (DD-411)   | 15 tháng 11 năm 1937 | 4 tháng 2 năm 1939   | 19 tháng 5 năm 1939 | Bị đánh chìm trong Chiến dịch Crossroads (Thử nghiệm "Able") tại đảo san hô Bikini, 1 tháng 7 năm 1946. |
| Hammann (DD-412)    | 17 tháng 1 năm 1938  | 4 tháng 2 năm 1939   | 11 tháng 8 năm 1939 | Bị tàu ngầm Nhật I-168 đánh chìm trong trận Midway với cùng loạt ngư lôi đã đánh đắm Yorktown, 6 tháng 6 năm 1942 |
| Mustin (DD-413)     | 20 tháng 12 năm 1937 | 8 tháng 12 năm 1938  | 15 tháng 9 năm 1939 | Bị hư hại trong Chiến dịch Crossroads tại đảo san hô Bikini, tháng 7 năm 1946. Đánh chìm như một mục tiêu ngoài khơi Kwajalein, 18 tháng 4 năm 1948.                                                                                        |
| Russell (DD-414)    | 20 tháng 12 năm 1937 | 8 tháng 12 năm 1938  | 3 tháng 11 năm 1939 | Bán để tháo dỡ, tháng 9 năm 1947 |
| O'Brien (DD-415)    | 31 tháng 5 năm 1938  | 20 tháng 2 năm 1939  | 2 tháng 3 năm 1940  | Trúng ngư lôi từ tàu ngầm Nhật I-19, với cùng loạt đã đánh đắm USS Wasp (CV-7) và làm hư hại USS North Carolina (BB-55), 15 tháng 9 năm 1942. Đắm ngày 19 tháng 10 năm 1942 ngoài khơi Suva lúc đang được kéo về Trân Châu Cảng để sửa chữa |
| Walke (DD-416)      | 31 tháng 5 năm 1938  | 20 tháng 10 năm 1939 | 27 tháng 4 năm 1940 | Bị đánh chìm trong trận Hải chiến Guadalcanal, 15 tháng 11 năm 1942 |
| Morris (DD-417)     | 7 tháng 6 năm 1938   | 1 tháng 6 năm 1939   | 5 tháng 3 năm 1940  | Bán để tháo dỡ, 2 tháng 8 năm 1947. |
| Roe (DD-418)        | 23 tháng 4 năm 1938  | 21 tháng 6 năm 1939  | 5 tháng 1 năm 1940  | Bán để tháo dỡ, tháng 8 năm 1947 |
| Wainwright (DD-419) | 7 tháng 6 năm 1938   | 21 tháng 6 năm 1939  | 15 tháng 4 năm 1940 | Bị hư hại trong Chiến dịch Crossroads tại đảo san hô Bikini, tháng 7 năm 1946. Đánh chìm như một mục tiêu tại Thái Bình Dương, 5 tháng 7 năm 1948.                                                                                          |
| USS Buck (DD-420)   | 6 tháng 4 năm 1938   | 22 tháng 5 năm 1939  | 15 tháng 5 năm 1940 | Bị tàu ngầm U-boat Đức U-616 đánh chìm ngoài khơi Salerno, Ý, 9 tháng 10 năm 1943 |